# Нижнемамонское 2-е сельское поселение
Нижнемамонское 2-е сельское поселение — упразднённое муниципальное образование Верхнемамонского района Воронежской области России.
Административный центр — село Нижний Мамон.

## История
Законом Воронежской области от 28 июня 2013 года, Нижнемамонское 2-е сельское поселение было упразднено, а его территория вошла в Нижнемамонское 1-е сельское поселение.

## Административное деление
В состав сельского поселения входили 2 населённых пункта:
- село Нижний Мамон (часть современного села Нижний Мамон).
- хутор Лукьянчиков.